# 热雷米·图拉朗
热雷米·图拉朗（Jérémy Toulalan，1983年9月10日—）乃一名法國職業足球員，司職中場和后卫。

## 生平

### 球會

#### 南特
杜拿蘭出身於法甲另一支球會南特，早在2001-02年球季已出過場，曾入選過法國國家青年隊出戰歐洲青年賽。然而在南特早期並沒太多上陣機會。直至2004-05年球季他在一場聯賽中取得入球助球隊取勝，逐漸為南特所重視。儘管嶄露頭角，南特卻在2005-06年球季在法甲聯賽僅排第17位，需要降級。

#### 里昂
2006年世界杯後他被法甲里昂看中，正式七百萬歐元費用轉會至該隊。杜拿蘭在第一季已佔主力位置，雖然多數時間打中場中路位置，但偏向於攻擊型，长传球精确，在青年錦標賽時更司職左翼。在里昂成為聯賽七連霸之時，杜拿蘭就在第六個、第七個聯賽冠軍之中成為法甲冠軍成員。

#### 马拉加
2011-2012赛季前，图拉朗以1000万欧元的身价转会至有着“西甲曼城”之称的马拉加足球俱乐部。

### 國家隊
他在2006年10月11日對法羅群島的歐洲國家盃外圍賽首度代表國家隊上陣，當時法國贏5-0。之後亦入選過國家隊，出戰歐洲國家盃。由於在球會和國家隊均具表現，故被外界認為是法國元老級球員馬基利尼的接班人。

## 榮譽
里昂
- 法甲聯賽冠軍：2006/07年、2007/08年；
- 法國盃冠軍：2008年；
- 法國超級盃冠軍：2006年、2007年；

## 外部連結
- FFF Appearance record （页面存档备份，存于）
- ESPNsoccernet Profile （页面存档备份，存于）
- Football Database Profile （页面存档备份，存于）
- Olympique Lyonnais Official Website Profile （页面存档备份，存于）